# Conus marysae
Espèce
Conus marysae est une espèce de mollusques gastéropodes marins de la famille des Conidae.
Comme toutes les espèces du genre Conus, ces escargots sont prédateurs et venimeux. Ils sont capables de « piquer » les humains et doivent donc être manipulés avec précaution, voire pas du tout.

## Taxinomie

### Publication originale
L'espèce Conus marysae a été décrite pour la première fois en 2019 par le malacologiste allemand Felix Lorenz (d) dans « Conchylia »,.

### Synonymes
- Conus (Pionoconus) marysae (Lorenz, 2019) · appellation alternative
- Pionoconus marysae Lorenz, 2019 · non accepté